# Abridge
Abridge è un paese di 1 500 abitanti della contea dell'Essex, in Inghilterra. Fa parte della parrocchia civile di Lambourne.